# کربوشیمی
کربوشیمی شاخه ای از شیمی است که تحول زغال‌سنگ (زغال بیتومینه، آنتراسیت، لیگنین، گرافیت و زغال) را به محصولات مفید و مواد اولیه مطالعه می‌کند. فرایندهای که در این رشته مورد استفاده قرار می‌گیرد شامل degasification و فرایندهای مانند کربن سازی و کک سازی، گازی‌سازی اشت..

## تاریخ
در حدود سال ۱۶۸۴، جان کلیتون متوجه شد که گاز حاصل از زغال‌سنگ قابل احتراق است. وی کشف خود را در تبادلات فلسفی در جامعه سلطنتی توصیف کرد.